# Cheval à Hispaniola
Le cheval à Hispaniola (espagnol : caballo) est introduit sur cette île lors du second voyage de Christophe Colomb, en 1493, ce qui représente la toute première introduction du cheval domestique sur le territoire américain. L'espèce s'acclimate facilement, plusieurs importations jusqu'en 1507 venant augmenter le cheptel. Il s'ensuit la constitution de grands troupeaux de chevaux sauvages (cimarrones), qui disparaissent progressivement au XVIIIe siècle. Dès lors, des chevaux sont importés en République dominicaine.
L'île est désormais partagée entre deux pays, Haïti et la République dominicaine, qui hébergent respectivement environ 500 000 et 350 000 chevaux en 2017. Ces chevaux sont utilisés pour le travail du bétail et le tourisme équestre ; ils ont servi autrefois à actionner les moulins et à tracter des chargements agricoles. Ils ont aussi influencé la culture locale, en particulier dans le Cibao.

## Histoire

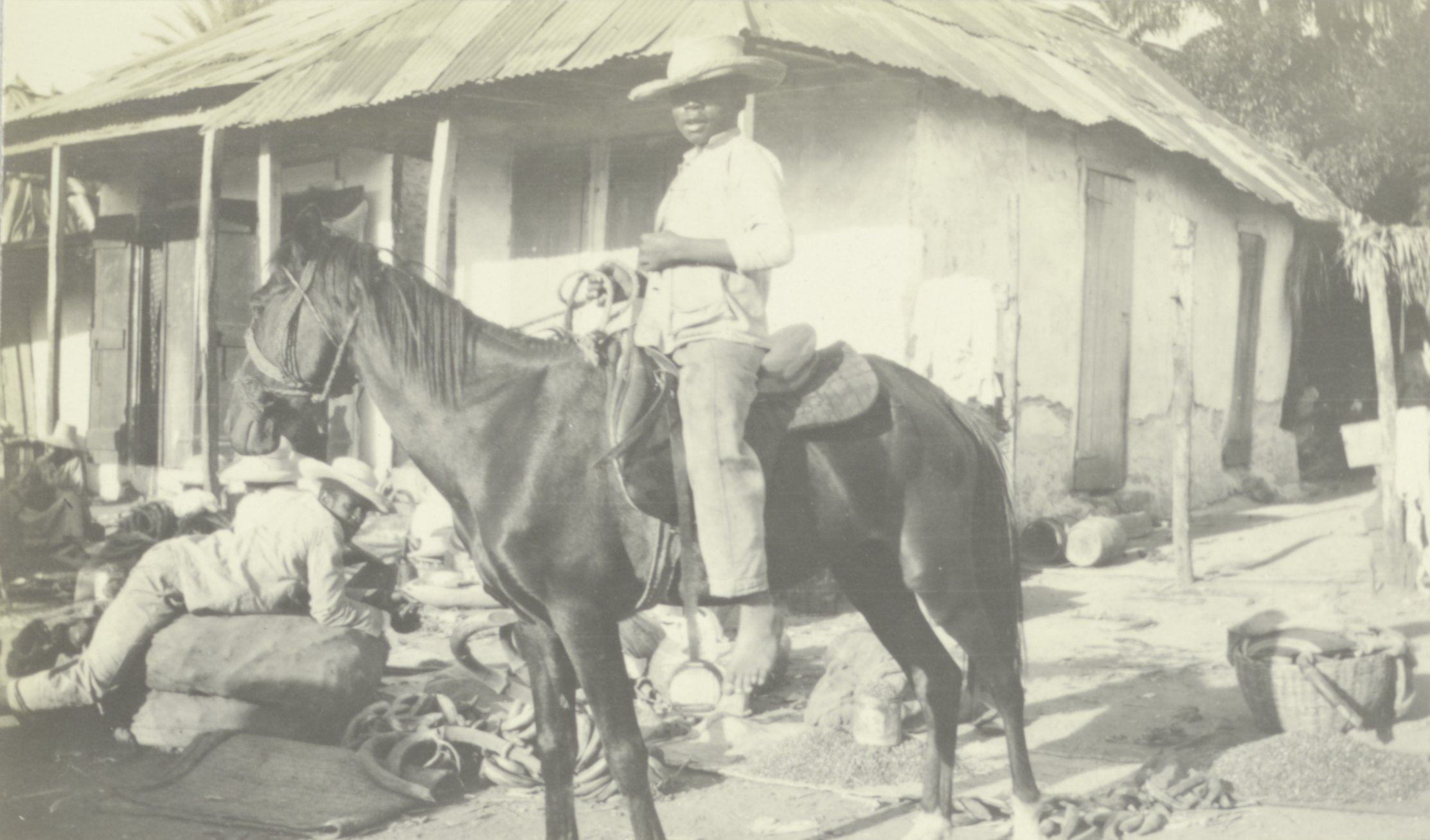
Cavalier à Haïti en 1911.

Des fossiles de chevaux sauvages datant de la Préhistoire ont été retrouvés sur tout le continent américain, mais le cheval a disparu environ 10 000 ans av. J.C., peut-être sous la pression de la chasse des populations humaines. Originellement, Hispaniola, comme toutes les autres îles des Caraïbes, n'a plus aucun cheval. 

### Premiers débarquements
C'est Christophe Colomb qui débarque les premiers spécimens connus du cheval domestique lors de son second voyage, en décembre 1493,. Cette première introduction a par la suite une importance capitale dans l'histoire des Amériques : 

« À partir du second voyage de Christophe Colomb, les découvertes, conquêtes, colonisations, indépendances, triomphes des libertés civiques, civilisations modernes, tout, absolument tout, a été réalisé avec l'aide du cheval »

— Ángel Cabrera, Chevaux d'Amérique
Hispaniola devient non seulement le premier lieu d'élevage des chevaux d'Amérique, mais aussi le principal centre d'approvisionnement des autres colonies,. 
25 chevaux des cavaliers de la Fraternité de Grenade ont fait partie du second voyage de Colomb. Certains gentilshommes arrivés avec Colomb ont emmené leur propre cheval, entre autres Alonso de Ojeda. Le nombre exact de chevaux débarqués sur Hispaniola reste inconnu, mais ils devaient être relativement peu nombreux, dans la mesure où la lettre que Colomb fait parvenir au roi demande l'achat de nouvelles montures et de juments poulinières, « car sans ces animaux l'homme n'est d'aucune aide ni valeur ».
L'arrivée des chevaux étonne fortement les natifs Taïnos (Arawaks), qui n'ont jamais vu d'animal pouvant leur être comparé, l'île d'Hispaniola ne comptant aucun grand mammifère. Les chroniques rapportent l'étonnement et la joie du cacique Guacanagari devant les chevaux, mais aussi la terreur que les combats de cavaliers inspirent. Le cheval est initialement exploité par les Espagnols pour obtenir des victoires par ruse contre les Autochtones d'Amérique. Alonso de Ojeda a notamment trahi le cacique Cãonabo en l'invitant à monter sur un cheval tout en portant des menottes, afin de le capturer.

### Implantation de l'élevage

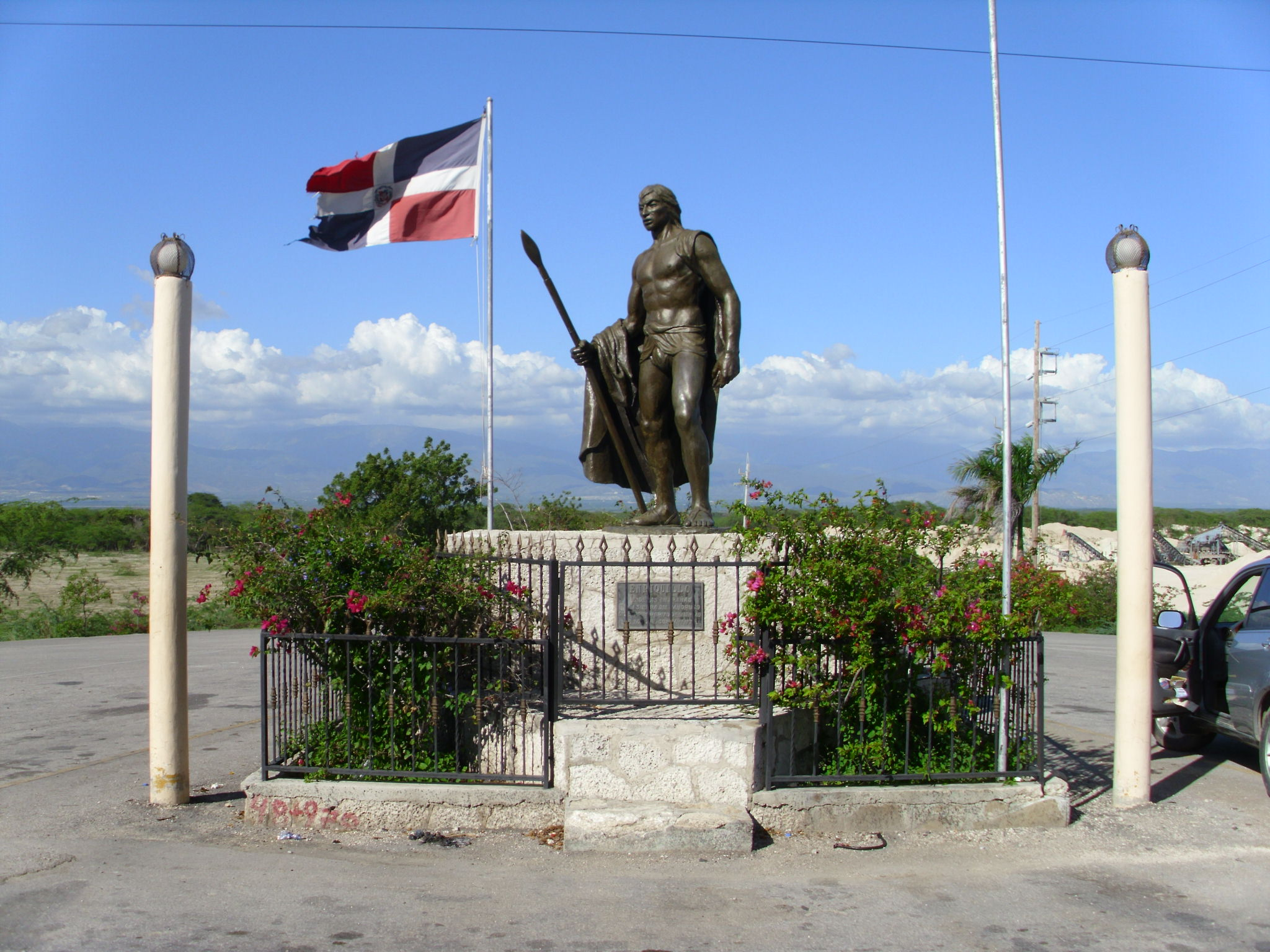
Enriquillo, cacique taïno qui a appris l'équitation pour lutter contre la colonisation espagnole.

L'implantation d'élevages de chevaux fait partie des priorités absolues pour la couronne espagnole durant ses phases de conquête et de colonisation du continent américain. La demande de chevaux portée par Colomb à la couronne espagnole est satisfaite, l'expédition de secours fin 1494 apportant douze juments par navire, tandis qu'en avril 1495, les quatre caravelles menées par Juan de Aguado amènent six juments supplémentaires. Quatorze juments arrivent deux ans plus tard, puis quarante cavaliers, ce qui permet de créer la première base militaire espagnole à Hispaniola. Avec cette base, le premier élevage de chevaux sur le continent américain est également lancé, grâce à une autorisation royale de reproduction des étalons des cavaliers de Grenade et des capitaines. 
En 1500, l'île compte un troupeau royal de 60 juments poulinières, ainsi que des élevages particuliers de plus petite taille. Nicolás de Ovando, premier gouverneur général des Indes, amène dix étalons andalous sélectionnés, peut-être de Ronda. En 1507, des marchands andalous envoient 106 juments depuis les ports de Séville, Sanlúcar de Barrameda et Huelva, vers Hispaniola. Il s'agit probablement de la dernière grosse exportation, car l'ordonnance royale du 25 décembre 1507 interdit l'exportation de chevaux vers les « Indes ». 
Le climat favorable et l'absence de parasites ainsi que de grands prédateurs entraînent une « explosion » du nombre de chevaux sur l'île d'Hispaniola au XVIe siècle,. Les bureaucrates Espagnols établis sur l'île, dans l'objectif de créer un monopole, interdisent l'exportation des juments d'Hispaniola et vendent uniquement les mâles, à des prix très élevés,. Cette situation complique le ravitaillement en chevaux des Conquistadors, mais ne dure pas longtemps. Cortés a notamment envoyé quatre navires à Hispaniola pour se fournir en chevaux, en armes et en poudre avant le siège de Mexico-Tenochtitlan, parvenant à se procurer 86 chevaux au départ de la colonie de Saint-Domingue. Les premiers chevaux qui ont posé le pied sur le continent en tant que tel, en 1509 avec Alonso de Ojeda et Diego de Nicuesa, étaient probablement nés sur l'île d'Hispaniola.
Lors de sa visite d'Hispaniola, Fernández de Oviedo décrit de très nombreux troupeaux, dont les descendants ont déjà commencé à peupler les îles voisines. En juin 1585, sir Richard Greenville fait escale à Hispaniola, et y décrit la présence de nombreux animaux d'élevage. L'introduction des ânes y permet l'élevage des mules. Parallèlement, les Amérindiens s'habituent à la présence des chevaux, un nombre de plus en plus important d'entre eux apprenant l'équitation. C'est le cas du cacique taïno Enriquillo, qui mène une résistance contre la colonisation espagnole pendant dix ans, et que la tradition décrit chevauchant une jument nommée « Azucena »,.

### Chevauxcimarrones
La lutte entre les Taïnos et les colons espagnols a probablement conduit à des vols de bétail et de chevaux, qui eux-mêmes ont favorisé la constitution de grands troupeaux de chevaux sauvages (cimarrones) sur l'île. Oviedo en fait mention, les décrivant comme « innombrables ». D'après Alexandre-Olivier Exquemelin (Histoire de la piraterie aux Antilles), l'île de Saint-Domingue compte plus de 500 chevaux sans maître à la fin du XVIIe siècle, et bien que n'approchant pas les êtres humains, ces animaux peuvent facilement être capturés pour être mis au travail ou tués pour leur graisse et leur viande.
La technique de capture des chevaux cimarrrones, détaillée notamment par les boucaniers, consiste à tendre des cordes sur leur passage, dans lesquelles ils viennent s'empêtrer, ou bien à construire des enclos vers lesquels ils sont poussés. Il arrive aussi aux boucaniers de relâcher les chevaux dont ils n'ont plus l'usage, et de les recapturer facilement car l'animal reconnaît son ancien maître.
Au milieu du XVIIe siècle, le père Alcocer, chanoine de la cathédrale de Saint-Domingue, estime sur la base des témoignages qui lui ont été rapportés que l'île compte entre 20 000 et 30 000 de ces chevaux cimarrones. Les cimarrones deviennent ensuite de plus en plus rares, ainsi que l'attestent les sources ; le père Sánchez Valverde décrit au début du XVIIIe siècle une chasse constante aux cimarrones ensuite vendus à vil prix, tandis qu'à la fin du siècle, les différents auteurs qui décrivent l'île n'y citent plus la présence de ces troupeaux de chevaux sauvages.
Des troupeaux sauvages réduits ont néanmoins pu perdurer dans des régions peu accessibles de l'île, dans les provinces d'Azua et de Monte Cristi.

### Après la séparation entre Haïti et la République dominicaine

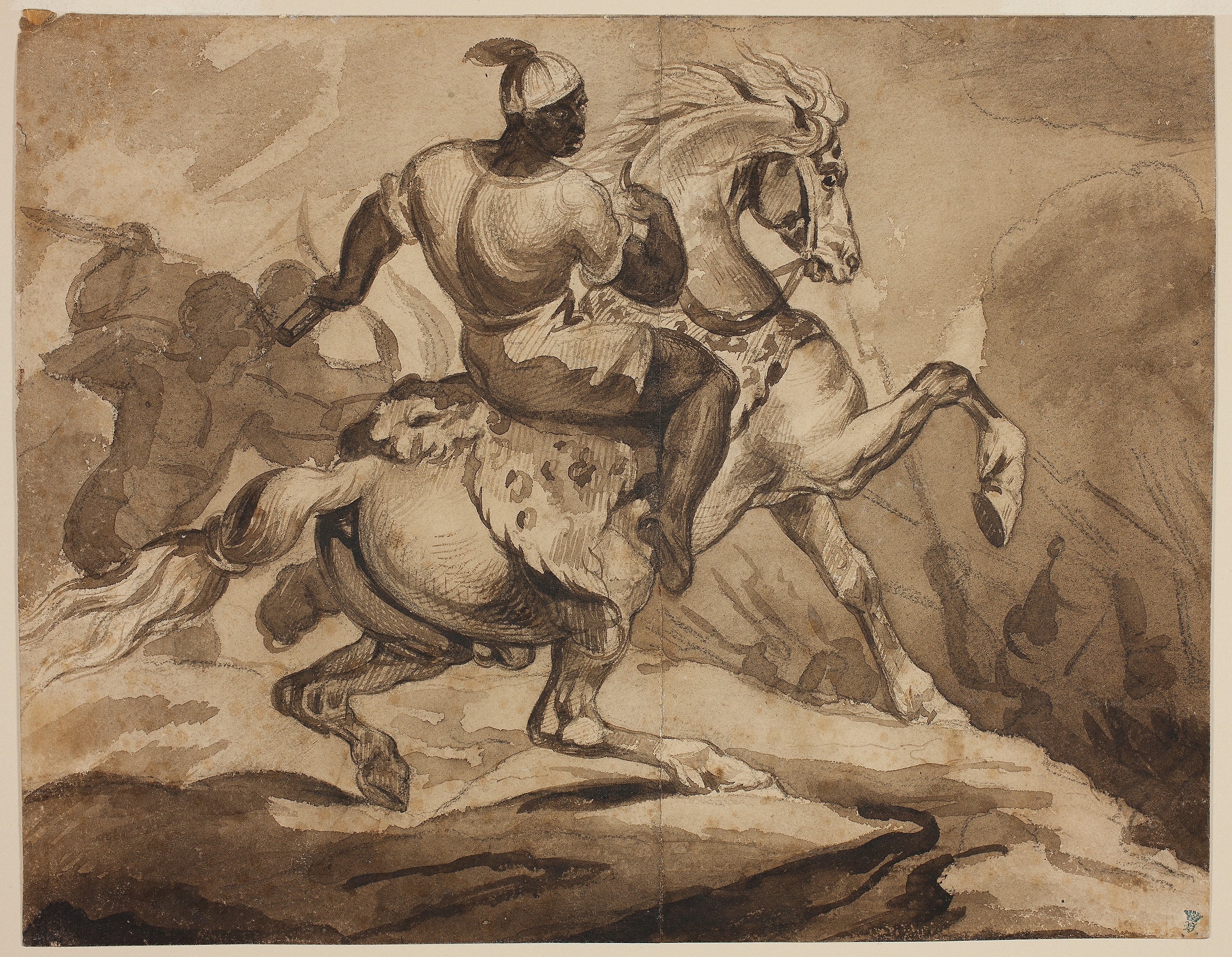
Cavalier haïtien d'après Théodore Géricault, 1823.

Lorsque l'île d'Hispaniola est séparée en deux parties, une française (Haïti) et une espagnole (République dominicaine), Médéric Louis Élie Moreau de Saint-Méry signale la rareté des chevaux dans la partie française, tandis que la partie espagnole en compte encore de nombreux représentants, tous domestiques. Cette rareté est confirmée par l'envoi de seulement 3 000 chevaux et mulets par la colonie française en 1789, les animaux étant considérés comme peu qualiteux. À l'inverse, les chevaux de la partie espagnole jouissent d'une excellente réputation.
Néanmoins, la partie espagnole devient importatrice de chevaux, probablement en réaction à la disparition des cimarrones,. Les préoccupations du gouvernement espagnol se poursuivent pendant toute la seconde moitié du XVIIIe siècle, avec des importations de chevaux depuis Porto Rico.
Au milieu du XXe siècle, l'élevage du cheval ne fait l'objet d'aucune attention particulière de la part du gouvernement dominicain.

## Pratiques et usages

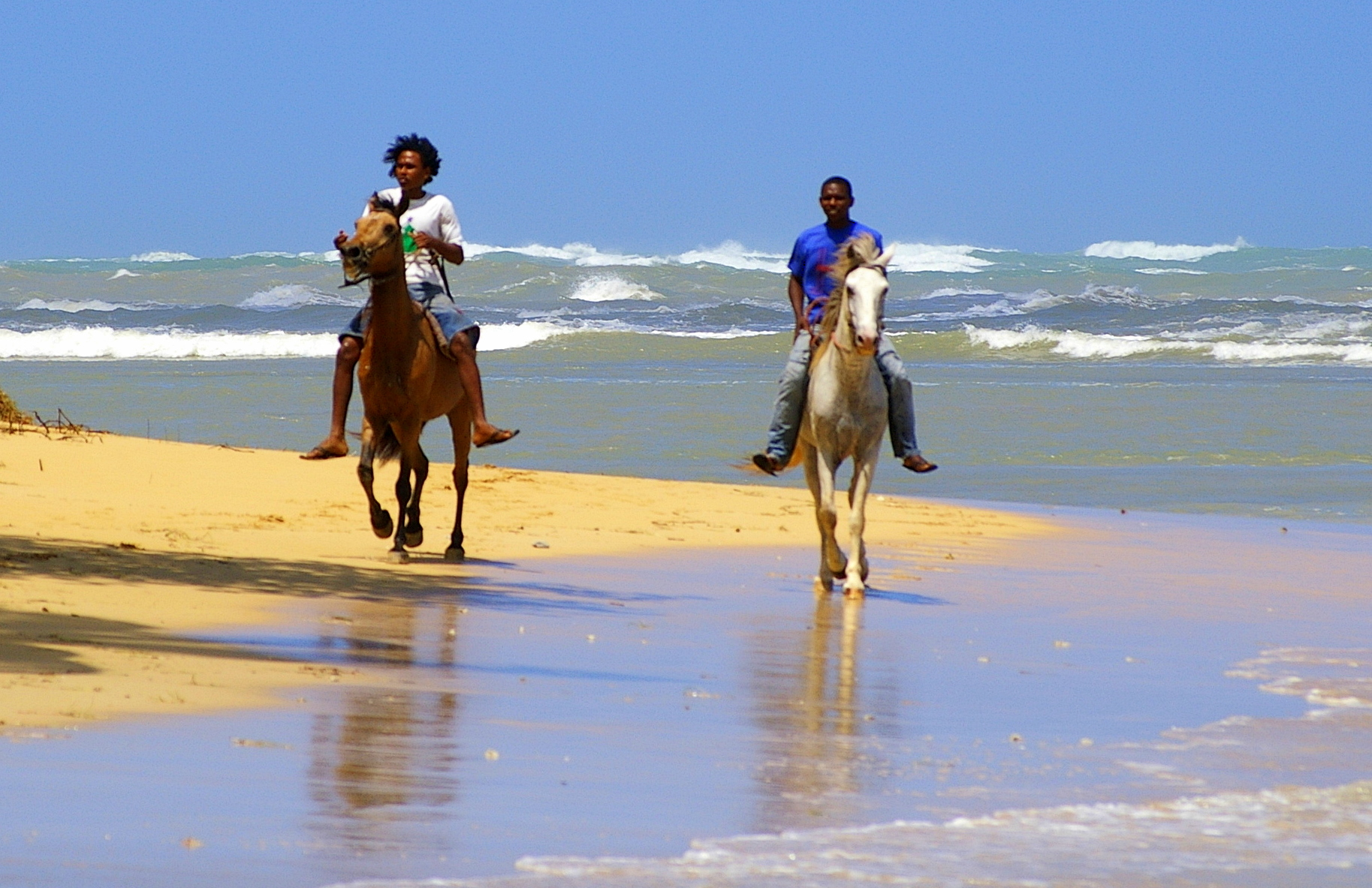
Cavaliers sur la plage de Samaná, en République dominicaine.

Les chevaux de la République dominicaine sont longuement montés par les sabaneros pour le travail du bétail, qui nécessite de la rapidité et de l'endurance de la part des montures. En 1869, les chevaux sont en revanche peu utilisés pour la traction hippomobile, les mules étant plus fréquentes à cet usage, probablement en raison de leur plus grande résistance. Le cheval a aussi été historiquement utilisé pour le travail agricole, notamment le labour
. Fin XIXe siècle, le pays est parcouru par divers négociants et intermédiaires à cheval, qui parcourent la campagne notamment pour négocier des achats de café. Il y avait autrefois des moulins actionnés par des chevaux.
En 1895, d'après Paul Vibert, le mauvais état des routes d'Haïti rend l'équitation indispensable pour tous les déplacements ; le femmes paysannes se déplacent par contre principalement à pieds. Le cheval, le bœuf ou la mule sont attelés aux cabrouets, des voitures basses destinées aux transports dans les zones de plaines, quand les routes le permettent ; elles sont notamment chargées de cannes à sucre.
La police montée dominicaine emploie indistinctement le cheval local ou des races d'origine extérieure.

## Élevage
En 2017, dans l'ouvrage Equine Science, la population chevaline haïtienne est estimée à 500 000 têtes, ce qui représente 0,85 % de la population chevaline mondiale ; la République dominicaine héberge quant à elle une population estimée à 349 167 chevaux, soit 0,59 % du cheptel mondial.

### Races élevées

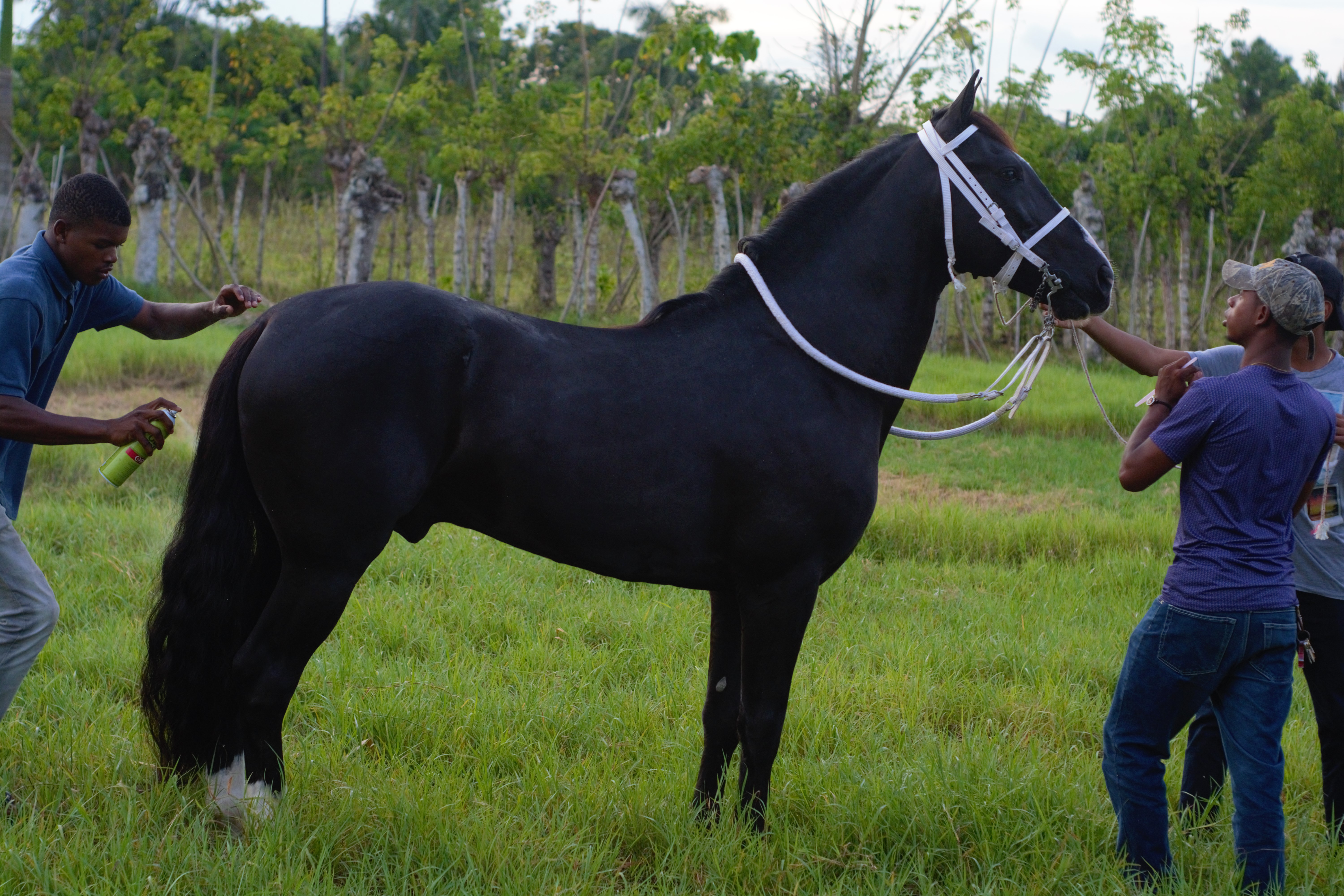
Cheval criollo dominicain higueyano.

La base de données DAD-IS indique la présence de quatre races de chevaux en République dominicaine, le Criollo, le media sangre, le Paso Fino et le Quarter Horse ; à Haïti sont répertoriés le Criollo et le « chwal », qui correspond au mot créole haïtien désignant un cheval.
Avec le temps, les chevaux îliens tendent à devenir plus petits que leurs ancêtres (évolution insulaire).
Le Criollo local dominicain est un cheval élégant haut d'environ 1,50 m, dont la morphologie rappelle le Barbe d'Afrique du Nord. Son profil de tête est rectiligne, légèrement convexe ou franchement busqué. L'encolure est plutôt fine, le dos droit, les fesses étroites et les membres secs et minces. La queue est attachée bas. La robe la plus commune des chevaux Criollo de la République dominicaine est le « melado », qui peut se traduire par « rouge », et correspond à l'alezan. Ces chevaux sont réputés sobres et résistants ; les plus appréciés sont ceux qui maîtrisent l'allure ajilados.

## Culture
D'après Cabrera (1945), le cheval de robe rouan (avispado) est très apprécié des paysans dominicains, qui ont un dicton disant « cheval avispado, plutôt mort que fatigué » ; ce proverbe existe aussi en Argentine et au Mexique, traduisant une origine commune.
Le cheval est aussi très présent dans la poésie populaire de la région du Cibao. Cabrera cite le poème suivant : 
« El que quiera sei un hombre
Necesita poseei
Buen caballo, su revoive,
Una silla y su mujei. »
— Traduction de Christine Bellec.
        
« Celui qui veut être un homme
a besoin de posséder
un bon cheval, un revolver
une selle et sa femme »
Une espèce de grosse couleuvre d'Haïti, noire et jaune et d'une longueur de deux mètres, est surnommée « cheval » ou « couleuvre endormie ».